# Ачквистави
Ачквистави (груз. აჭყვისთავი) — село в Грузии, на территории Кобулетского муниципалитета автономной республики Аджария.

## География
Село находится в юго-западной части Грузии, в верховьях реки Ачквы, на расстоянии 9 километров (по прямой) к востоку от города Кобулети, административного центра муниципалитета. Абсолютная высота — 217 метров над уровнем моря.

## Население
По результатам официальной переписи населения 2014 года, в Ачквистави проживало 1057 человек (541 мужчина и 516 женщин). В национальной структуре населения грузины составляли 100 %.
| Год  | Население, человек |
| ---- | ------------------ |
| 2002 | 1419               |
| 2014 | ↘ 1057             |